# One Churchill Place
Il One Churchill Place è un grattacielo di Londra che funge da quartier generale della Barclays Bank.

## Storia
Costruito tra il 2003 e il 2004 è stato inaugurato nel giugno 2005 dal presidente di Barclays, Matthew Barrett, e ha fuso gli uffici di Barclays a Londra in un unico edificio. Barclays occupa circa il 90% dell'edificio; i piani 18-20 sono affittati a BC Partners e a Cantor Fitzgerald.

## Caratteristiche
L'edificio, alto 156 metri, è l'undicesimo edificio più alto del paese. Essendo stato costruito negli anni immediatamente successivi agli attentati dell'11 settembre, è stato progettato per resistere all'impatto di un aereo di linea. Infatti, oltre ad avere una base molto larga, ha un corpo centrale in calcestruzzo all'interno nel quale passano gli ascensori e le scale di servizio.
È inoltre collegato tramite un sottopassaggio alla fermata della metropolitana di Canary Wharf.